# 아내는 고백한다 (1961년 영화)
《아내는 고백한다》(일본어: 妻は告白する)는 1961년 개봉한 일본의 드라마 영화이다. 마스무라 야스조가 감독을 맡았으며, 마루야마 마사야의 소설 《遭難・ある夫婦の場合》가 영화의 원작이다. 한국에서는 유현목 감독이 동명의 영화를 리메이크하였다.